# Xã Upper Hanover, Quận Montgomery, Pennsylvania
Xã Upper Hanover (tiếng Anh: Upper Hanover Township) là một xã thuộc quận Montgomery, tiểu bang Pennsylvania, Hoa Kỳ. Năm 2010, dân số của xã này là 6.464 người.